# Kurt Helbig (Fußballspieler)
Kurt Helbig (* 26. Januar 1923 in Döbeln; † 2. August 2004) war ein deutscher Fußballspieler. Mit dem STC Hirschberg und der SpVgg Fürth erreichte er dreimal die Endrunde um die deutsche Fußballmeisterschaft.
Helbig begann mit neuen Jahren mit dem organisierten Fußballspielen in seiner Heimatstadt beim Döbelner SC. Seine ersten Spiele im Fußball-Männerbereich bestritt er 1940/41 bei der Sportvereinigung Döbeln in der Bezirksliga Dresden und stieg in dieser Saison mit seiner Mannschaft in die Gauliga Sachsen auf. 1943 schloss er sich dem niederschlesischen Verein STC Hirschberg an. Mit ihm wurde er 1944 Meister der Gauliga Niederschlesien und gehörte anschließend zum STC-Aufgebot für die Endrunde um die deutsche Meisterschaft 1944. Als Mittelläufer wurde er in den beiden Spielen des STC eingesetzt, ehe die Mannschaft im Achtelfinale ausschied. Nachdem der Verein infolge der Vertreibung der deutschen Bevölkerung 1945 unterging, ließ sich Helbig in der Oberpfalz nieder und schloss sich dem FC Haidhof an, mit dem er zuletzt in der Bayernliga spielte. 1948 wechselte er zum TSV Schwaben Augsburg, mit dem er ein Jahr in der Oberliga Süd spielte.
Zu Beginn der Saison 1949/50 schloss sich Helbig dem Aufsteiger in die Oberliga Süd, der Spielvereinigung Fürth, an. Der Oberliganeuling wurde mit seinem Neuling Helbig bereits im ersten Jahr Südmeister, und Helbig kam dadurch zu seiner zweiten Teilnahme an der Endrunde zur deutschen Meisterschaft. Die Fürther gelangten bis in das Halbfinale (1:4 gegen den VfB Stuttgart), Helbig wurde in allen drei Endrundenspielen als linker Läufer eingesetzt. 1950/51 wurde die SpVgg Fürth Vizemeister der Oberliga Süd und qualifizierte sich erneut für die DM-Endrunde. Die Fürther bestritten in der Vorrunde sechs Begegnungen, schieden danach aber als Gruppendritter aus. Helbig wurde wieder als Mittelfeldspieler in allen Gruppenspielen eingesetzt.
Im Alter von 30 Jahren nahm Helbig 1953 noch einmal einen Vereinswechsel vor. Er spielte nun für Viktoria Aschaffenburg, ebenfalls in der Oberliga Süd. Mit seinem neuen Verein musste er nach einem Jahr in die Zweitklassigkeit absteigen. Er verhalf den Unterfranken jedoch binnen eines Jahres zum Wiederaufstieg und spielte danach 1955/56 noch eine Saison für die Viktoria. Im Sommer 1956 beendete er 33-jährig seine Laufbahn als Fußballspieler. Er hatte an drei Endrunden zur deutschen Meisterschaft teilgenommen, dabei elf Spiele bestritten und war als Mittelfeldspieler auch einmal zum Torerfolg gekommen. Als Freizeitfußballer war er später noch beim SV Hörstein (1958/59) und bei Viktoria Wertheim (1960/61) aktiv. In der Altherrenmannschaft des SV Heiligkreuz spielte Helbig noch bis 1983.
Von 1953 bis 1993 war Helbig als Trainer bei zahlreichen unterklassigen Fußballmannschaften im süddeutschen Raum tätig. Er betreute unter anderem TSV Friedberg, FV Biebrich 02, Viktoria Wertheim, FC Kempten, SpVgg Kaufbeuren, FC Memmingen, BC Augsburg (1967/68) und TSV Kottern.